# Cynthia Amuzu
Cynthia Amuzu (* um 1965) ist eine ghanaische Badmintonspielerin. 

## Karriere
Cynthia Amuzu gewann 1989 bei den Ghana International die Damendoppelkonkurrenz gemeinsam mit Nelly Akainyah. Bei derselben Veranstaltung war sie auch im Mixed mit Owusu Agyemang erfolgreich.

## Sportliche Erfolge
| Saison | Veranstaltung            | Disziplin   | Platz | Name                            |
| ------ | ------------------------ | ----------- | ----- | ------------------------------- |
| 1988   | Ghanaische Meisterschaft | Damendoppel | 1     | Cynthia Amuzu / Nelly Akainyah  |
| 1988   | Ghanaische Meisterschaft | Mixed       | 1     | Cynthia Amuzu / Alfred Akainyah |
| 1989   | Ghana International      | Damendoppel | 1     | Cynthia Amuzu / Nelly Akainyah  |
| 1989   | Ghana International      | Mixed       | 1     | Owusu Agyemang / Cynthia Amuzu  |